# Marie De Geer
Marie De Geer, född 22 november 1950 i Sundbybergs församling i Stockholms län, är en svensk statstjänsteman som i unga år var skådespelare i filmen Ådalen 31 av Bo Widerberg.
De Geer gjorde som 17-åring utan tidigare skådespelarerfarenhet sin enda filmroll, som disponentdottern Anna Björklund i Bo Widerbergs film Ådalen 31, där hennes motspelare var Peter Schildt. Widerberg belönades med en Guldbagge för filmen, som också fick juryns särskilda pris vid filmfestivalen i Cannes. Hon har senare varit inspektör vid Arbetsmarknadsstyrelsen.
Marie De Geer är dotter till förste statsgeologen Jan De Geer och Margareta Jersin samt brorsdotter till Eric De Geer och sondotter till Sten De Geer.

## Filmografi
- 1969 – Ådalen 31

### Fotnoter
1. ↑  Sveriges befolkning 1970, CD-ROM, Version 1.04, Sveriges Släktforskarförbund (2002).
2. ↑  ”Marie De Geer”. Svensk Filmdatabas. http://sfi.se/sv/svensk-filmdatabas/Item/?type=PERSON&itemid=68436&ref=%2ftemplates%2fSwedishFilmSearchResult.aspx%3fid%3d1225%26epslanguage%3dsv%26searchword%3dmarie+de+geer%26type%3dPerson%26match%3dBegin%26page%3d1%26prom%3dFalse. Läst 2 augusti 2012.
3. ↑   Bonniers stora film- & videoguide (2., omarb. [och] uppdaterade uppl.). Stockholm: Bonnier. 1999. sid. 655. Libris 7150025. ISBN 91-0-056862-7
4. ↑  Sveriges Adelskalender 1989 s 116.
5. ↑  Elgenstierna Gustaf, red (2002). Riddarhusets stamtavlor (Version 3.0). Stockholm: Riddarhusdirektionen. Libris 8846085